# Kazanlak
Kazanlak (en búlgaro: Казанлъ̀к) es una ciudad de Bulgaria en la provincia de Stara Zagora.

## Geografía
Se encuentra a una altitud de 377 m s. n. m. a 266 km de la capital nacional, Sofía.

## Demografía
Según estimación 2012 contaba con una población de 51 740 habitantes.
|         | 2004   | 2005   | 2006   | 2007   | 2008   | 2009   | 2010   | 2011   |
| Mujeres | 26 966 | 26 813 | 26 725 | 26 339 | 26 139 | 25 947 | 25 586 | 24 390 |
| Varones | 25 029 | 24 752 | 24 560 | 24 051 | 23 808 | 23 559 | 23 232 | 22 600 |
| Total   | 51 995 | 51 565 | 51 285 | 50 390 | 49 997 | 49 506 | 48 818 | 46990  |